# Porobelba grandjeanica
Porobelba grandjeanica är en kvalsterart som beskrevs av Subías 1977. Porobelba grandjeanica ingår i släktet Porobelba och familjen Damaeidae. Inga underarter finns listade i Catalogue of Life.